# Жорес, Констан Луи Жан Бенжамен
Конста́н Луи Жан Бенжаме́н Жоре́с (фр. Constant-Louis-Jean-Benjamin Jaurès; 3 февраля 1823, Париж, — 13 марта 1889, там же) — французский вице-адмирал (31 октября 1878).
Участвовал в Крымской, Итальянской, Китайской и Мексиканской кампаниях; во время войны 1870 года командовал корпусом в 2-й Луарской армии. В Национальном собрании принадлежал к левому центру: в 1876 году выбран сенатором. Позже был посланником в Мадриде и в Санкт-Петербурге (1882—1883), затем морским министром.